# 威利·史塔格爾
威爾佛·多涅爾·史塔格爾（英語：Wilver Dornell Stargell，1940年3月6日—2001年4月9日），綽號「Pops」，為美國職棒大聯盟的一壘手與左外野手。史塔格爾在21年的職棒生涯都效力於海盜隊，他曾幫助球隊拿下6次分區冠軍，2次國聯冠軍，2次世界大賽冠軍。而他在職棒生涯中曾7次入選明星賽，2次拿下國聯全壘打王。1979年，他更是囊括了國聯MVP、國聯冠軍賽MVP與世界大賽MVP等三項大獎。球隊也在他退休那年退休他的8號球衣，而他最後在1988年入選名人堂。

## 職業生涯

### 1960年代
1962年球季末，年僅22歲的史塔格爾登上大聯盟。1963年球季，史塔格爾的表現普普通通。他在1964年4月17日才敲出大聯盟生涯首轟，並在這年入選明星賽。後面兩年，史塔格爾都入選到明星賽，而且他的單季打點數都超過了100分。1965年6月，他以3成30的打擊率，敲出10轟與35分打點拿下國聯單月最佳球員。
1967年，史塔格爾的身材整個走樣，這也導致球隊要求他減重。不過這年史塔格爾的打擊率還是比去年低，全壘打數更是從去年的33支銳減至20支。儘管球隊在球季結束後，嚴格執行史塔格爾的訓練菜單，但是他在1968年的表現還是沒有起色，他也因此受到總教練的批評。1969年，他以單季3成07的打擊率，敲出29轟與92分打點在MVP票選上拿下第21名。

### 1970年代
1970年，史塔格爾以2成64，敲出31轟與85分打點的成績在MVP票選上拿下第15名。8月1日，史塔格爾在單場比賽中敲出5支長打。最後海盜隊以20比10大勝勇士，他也成為史上第三位單場敲出5支長打的球員。在同場比賽隊友Bob Robertson也敲出了5支安打。這年海盜拿下國聯東區冠軍，不過他們在國聯冠軍賽被紅人隊橫掃。儘管史塔格爾在系列賽的打擊率高達5成，他卻沒能讓球隊在季後賽走得更遠。
1971年，史塔格爾以單季48轟拿下國聯全壘打王。在當時他成為了隊史的單季全壘打王。這年他在4月和6月都拿下國聯單月表現最佳球員，不過最後他在MVP票選上屈居第二，僅次於喬·托瑞。接下來的9個球季，史塔格爾有7個球季在MVP票選上都位於前10名，儼然已經是名準名人堂級球星。
這年海盜隊在世界大賽上以4勝3敗擊敗金鶯隊拿下世界大賽冠軍。當時海盜隊輸了前2場比賽，但是最後卻贏得最終勝利。
1972年，史塔格爾以單季2成93的打擊率，敲出33轟與112分打點拿下MVP票選第三名。隔年他更是在單季敲出超過40支二壘安打與超過40發全壘打，成為繼1940年的漢克·格林伯格後，第一位單季完成40-40(二壘安打-全壘打)成就的球員。這年他以44轟拿下生涯第二座全壘打王，同時也拿下打點王。不過他卻再一次與MVP寶座失之交臂。
1975年開始，史塔格爾正式成為一壘手，不再擔任外野手。1977年6月29日，他敲出生涯400轟。
1978年8月中，海盜隊還以11.5場勝差排在國聯東區第四名。然而他們在球季末與分區龍頭費城人進行四連戰，並且橫掃了對方。最後他們以1.5場勝差惜敗費城人，拿下分區第二名。史塔格爾也表示他認為海盜可以在隔年拿下世界大賽冠軍。
1979年，海盜隊一樣在開季敬陪末座。不過在球季末他們後來居上，最後拿下分區冠軍。史塔格爾在國聯冠軍賽和世界大賽都拿下MVP，其中他更是在世界大賽第7場敲出帶有勝利打點的全壘打。最後海盜隊在1勝3敗的逆境下連贏3場比賽拿下世界大賽冠軍，這也是隊史第二次在世界大賽於1勝3敗的時候連勝3場逆轉，前一次是在1925年世界大賽。
不僅如此，史塔格爾還在這年拿下國聯MVP，他成為史上第一位同年囊括三座MVP大獎的球員。時任海盜隊的總教練Chuck Tanner甚至誇讚史塔格爾說：「球隊能擁有一個史塔格爾，就如同手上有一枚冠軍戒一樣。」

### 1980年代
自1979年之後，史塔格爾的單季出賽場次就再也沒有超過74場。1982年10月3日，史塔格爾在海盜主場進行了生涯最終戰。他在生涯最後一個打席敲出安打上壘，並且換上代跑Doug Frobel，史塔格爾的棒球生涯就此謝幕。
由於海盜隊在1970年以前的主場Forbes球場的全壘打牆非常遠，因此史塔格爾有許多深遠的飛球都在全壘打牆前被接殺。史塔格爾生涯一共累計475轟，名人堂球員羅伯托·克萊門特認為要不是球場關係，他的全壘打數肯定能往上累積更多。

## 晚年
1986年至1988年，史塔格爾在勇士隊擔任一壘指導教練。1988年，史塔格爾在第一年的名人堂票選資格就成功以高票入選。
1985年，史塔格爾遭到前隊友Dale Berra和John Milner控訴在比賽中持有安非他命。Berra更說到他曾從史塔格爾和另一位隊友Bill Madlock手上獲得安非他命。史塔格爾也嚴正否認此事，最後大聯盟主席彼得·尤伯罗斯在調查之後認為史塔格爾和Madlock都無罪。
1997年，史塔格爾回到海盜隊擔任球隊顧問。1999年，史塔格爾因病住院三個禮拜，不過病因並未公開。
後來史塔格爾罹患了腎臟分面的疾病，2001年4月9日，史塔格爾因為中風去世，享年61歲。他在晚年飽受高血壓與心臟病所苦，他還在去世前兩年動刀割除部分的腸子。而海盜隊在史塔格爾去世前兩天在主場PNC球場放置了一座比真人還大的史塔格爾塑像。

## 紀念

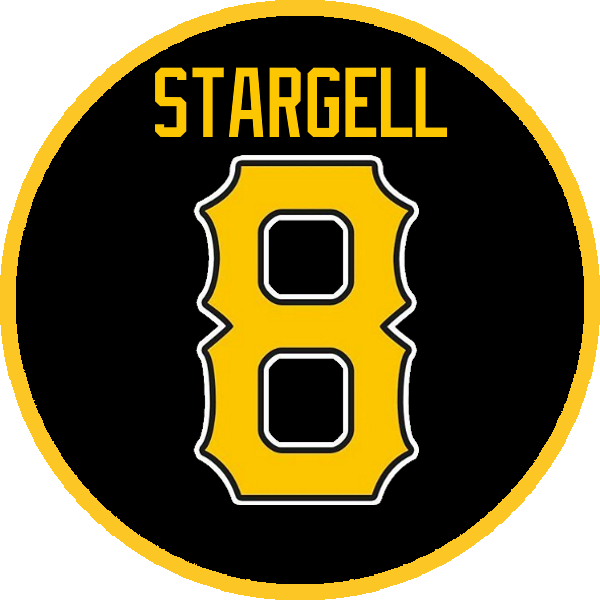
1982年，海盜隊將史塔格爾的8號球衣退休。

1982年9月6日，海盜隊宣布永久退休史塔格爾的8號球衣。1999年，他被The Sporting News評為棒球史上百大傑出球員的第81名。他曾於1994年的明星賽擔任開球嘉賓。
加州的阿拉米達曾將一條道路命名為威利·史塔格爾大道，而且在當地的第五大道也立有史塔格爾的匾額，以紀念這名偉大的海盜球星。

## 外部連結
- 球員資訊和成績在MLB，ESPN，Baseball-Reference，Fangraphs（英文）
- 威利·史塔格爾在台灣棒球維基館上的頁面（繁體中文）